# Marija Alexandrowna Prussakowa
Marija Alexandrowna Prussakowa (russisch Мария Александровна Прусакова, wiss. Transliteration Marija Aleksandrovna Prusakova; * 25. Dezember 1989 in Moskau) ist eine ehemalige russische Snowboarderin. Sie startete vorwiegend in der Disziplin Halfpipe.

## Werdegang
Prussakowa erreichte in der Saison 2004/05 im Europacup drei Top-Zehn-Platzierungen und errang bei den Juniorenweltmeisterschaften 2005 in Zermatt den 22. Platz. Beim Europäischen Olympischen Winter-Jugendfestival 2005 in Monthey belegte sie den 13. Platz im Snowboardcross und den vierten Rang in der Halfpipe. Zu Beginn der Saison 2005/06 nahm sie in Valle Nevado erstmals am Snowboard-Weltcup teil, wobei sie die Plätze 31 und 28 errang. Im weiteren Saisonverlauf absolvierte sie in Saas-Fee und Leysin ihre letzten beiden Weltcups, welche sie auf dem Plätzen 37 und 12 beendete. Bei ihrer einzigen Olympiateilnahme im Februar 2006 in Turin kam sie auf den 32. Platz. Zuvor belegte sie bei den Juniorenweltmeisterschaften 2006 im Vivaldi Park den 47. Platz im Parallel-Riesenslalom, den 39. Rang im Snowboardcross und den 14. Platz in der Halfpipe. In den Jahren 2006 und 2007 wurde sie russische Meisterin in der Halfpipe.